# Unteraufham
Unteraufham ist ein Ortsteil der Gemeinde Feldkirchen-Westerham. 

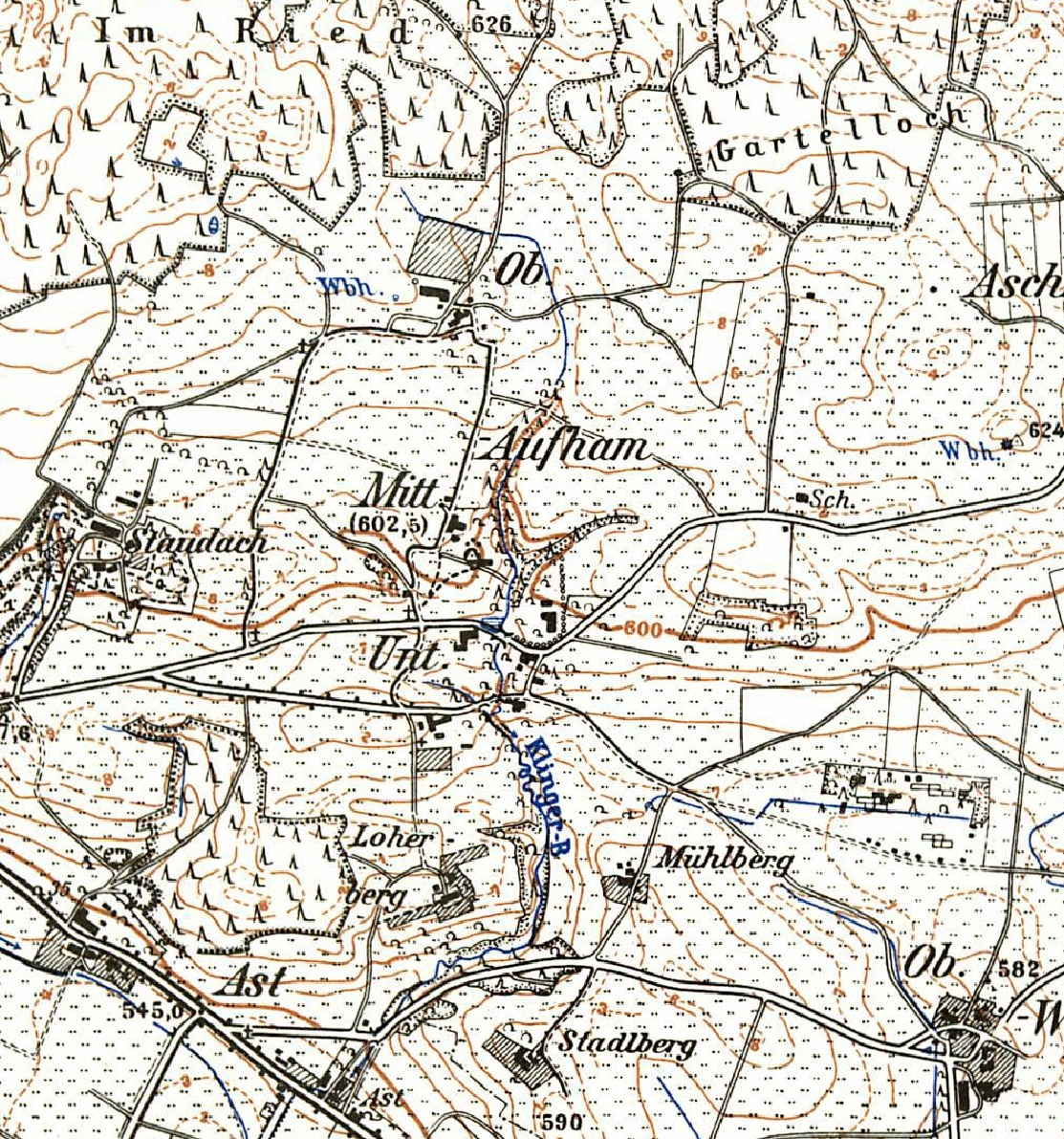
Aufham auf Karte von 1957

Der Weiler liegt in der Mitte der Gemeinde auf einer Höhe von 592,9 m ü. NN und hat 47 Einwohner (Stand 31. Dezember 2004). Der Ort bestand bis in die frühen  60er Jahre aus Unteraufham (der südöstliche Teil mit dem Gutshof) und aus Mitteraufham  (mit der Kirche) wie eine Karte von 1957 zeigt. Durch Unteraufham fließt der Klingerbach, der in den Feldkirchener Bach fließt. 

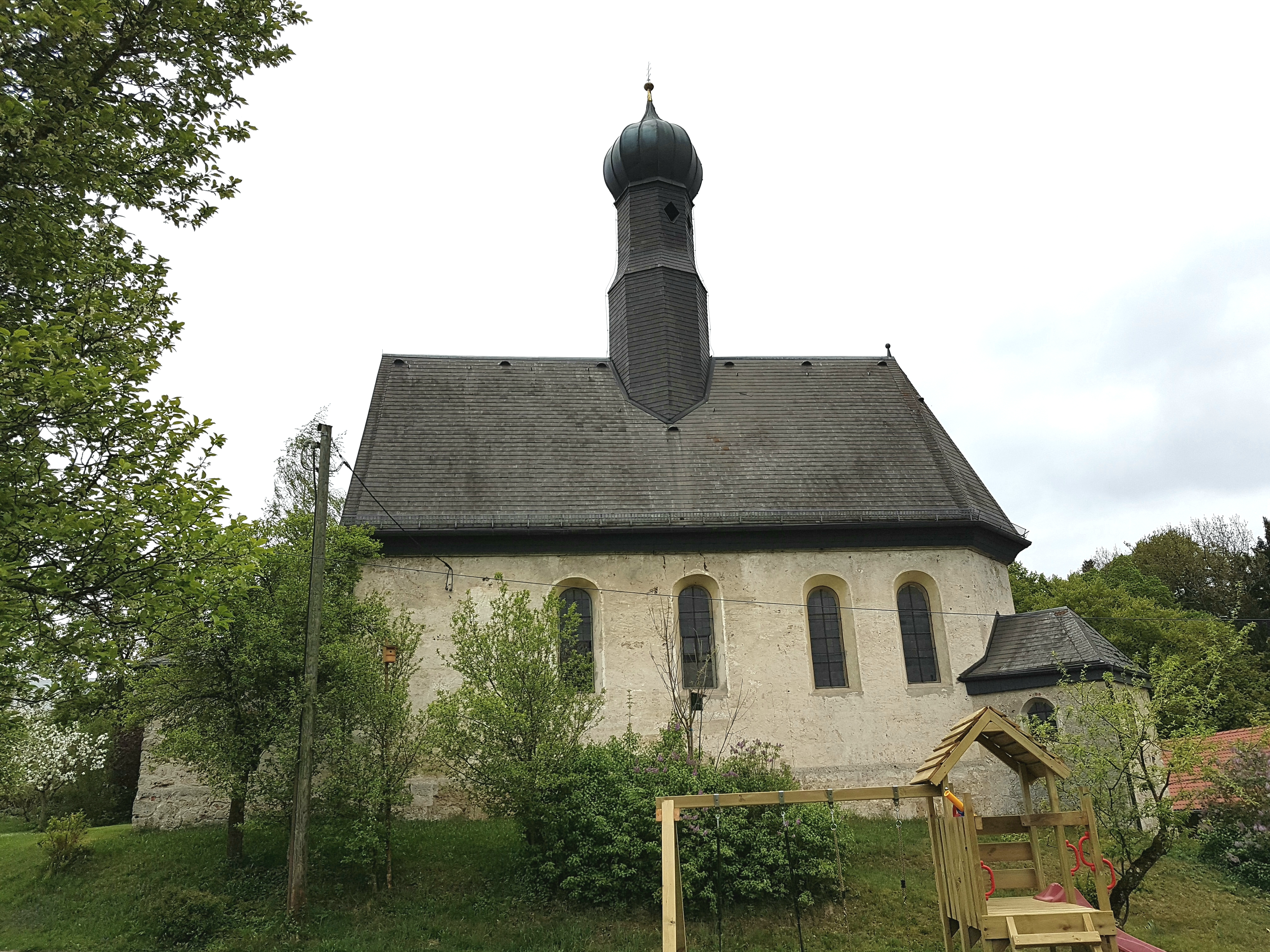
Kirche Maria Magdalena

 Unteraufham bildet zusammen mit Oberaufham den Gemeindeteil Aufham.

## Sehenswürdigkeiten
- Kirche Maria Magdalena, erbaut im 15. Jahrhundert.